# مارغو ديفيدسون
مارغو ديفيدسون هي عازفة ساكسفون كندية، ولدت في 28 سبتمبر 1957، وتوفيت في 17 مايو 2008.

## وصلات خارجية
- مارغو ديفيدسون على موقع ميوزك برينز (الإنجليزية)
- مارغو ديفيدسون على موقع ديسكوغز (الإنجليزية)